# Maria Dolors Maestre i Pal
Maria Dolors Maestre i Pal (Seo de Urgel, 1929 - ibídem, 25 de noviembre de 2010) fue una filántropa andorrana conocida por sus actos benéficos que hizo durante su vida.
Maria Maestre era hija del doctor Xavier Maestre y Maria Pal, hija de los propietarios de los Banys de Sant Vicenç, y nieta del exsíndico Bonaventura Maestre Moles. Era propietaria de Casa Molines, que actualmente se llama Molines Patrimonis, una sociedad de gestión de activos de patrimonio en Andorra.
En 2006 recibió la Medalla de la Ciudad del Ayuntamiento de Seo de Urgel por la creación de la guardería Francesc Xavier y el centre de discapacitados psíquicos Taller Claror.